# Ignacy Ludwik Pawłowski
Ignacy Ludwik Pawłowski (ur. 4 lutego 1776, zm. 2 lipca 1842) – duchowny rzymskokatolicki, arcybiskup metropolita mohylewski w latach 1841–1842.

## Życiorys
Święcenia kapłańskie przyjął w 1800. Pełnił funkcję kapelana biskupa kamienieckiego Jana Dembowskiego, wikariusza generalnego diecezji kamienieckiej, asesora sądowego oraz kanclerza konsystorza diecezjalnego, członka Kolegium Teologicznego w Petersburgu. W 1828 mianowany biskupem pomocniczym kamienieckim i tytularnym biskupem Megara, od 1 marca 1841 arcybiskup mohylewski.

## Odznaczenia
- Order Świętej Anny I klasy (1833, Rosja)[2]